# Berliner Warenhaus Gebrüder Wolff

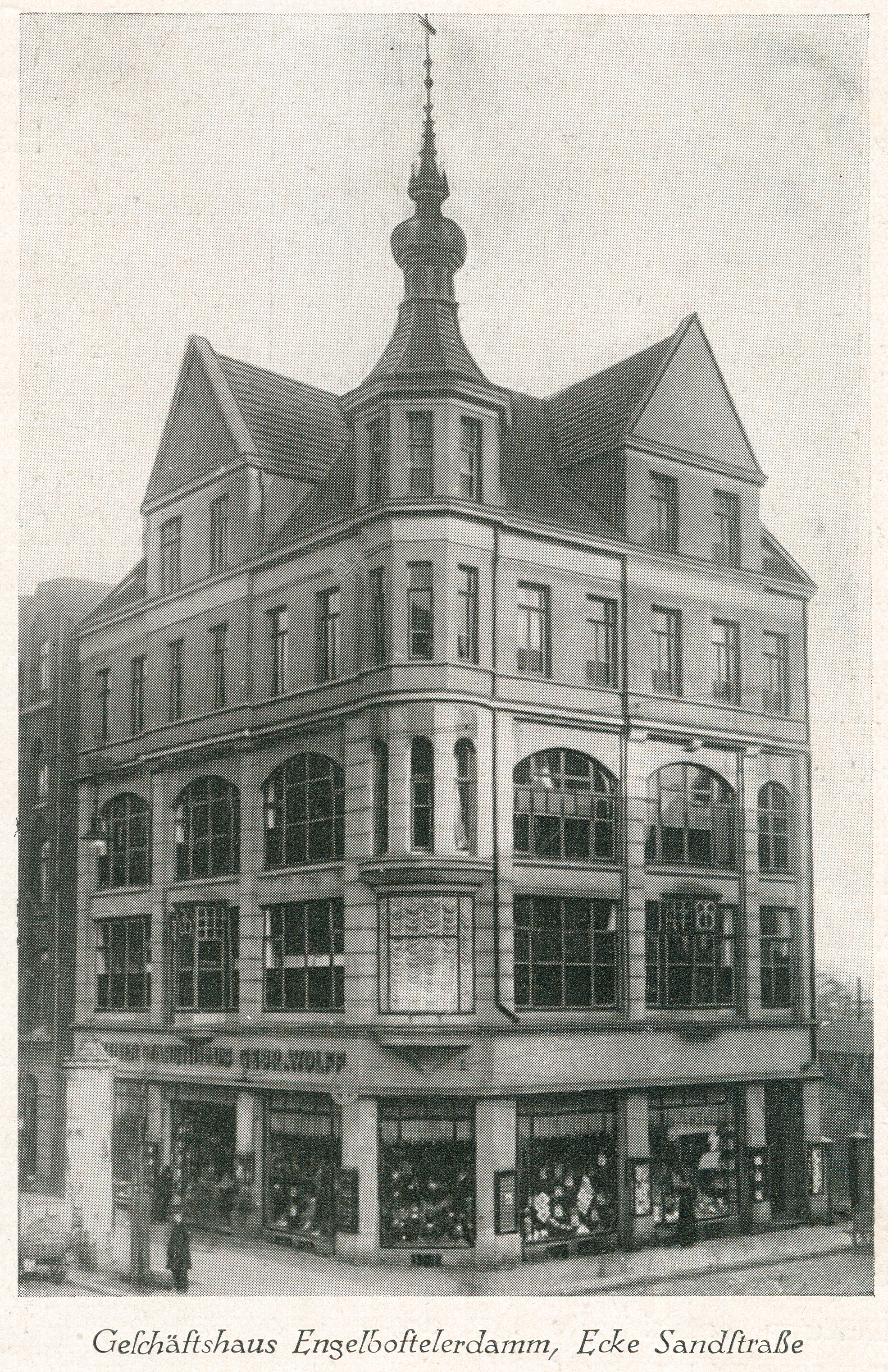
Berliner Warenhaus Gebrüder Wolff Anfang des 20. Jahrhunderts

Das Berliner Warenhaus Gebrüder Wolff in Hannover war ein Ende des 19. Jahrhunderts gegründetes Warenhaus, das aufgrund seiner jüdischen Inhaber zwar nicht de jure, aber de facto infolge nationalsozialistischer Boykottmaßnahmen „arisiert wurde.“

## Geschichte

### Familie Wolff aus Oesdorf
Die Gebrüder Wolff entstammten einer jüdischen Familie aus Oesdorf bei Pyrmont. Albert (geboren 26. Januar 1866 in Oesdorf; gestorben 25. Juni 1935 in Bad Tölz) heiratete Gertrude.
Eduard Wolff (geboren 24. September 1867 in Oesdorf; gestorben 28. November 1933 in Bad Oeynhausen) heiratete Rosalie, geborene Oppenheim (gestorben 2. September 1933 in Bad Oeynhausen). Die beiden wurden auf dem jüdischen Friedhof in Vlotho bestattet.
Alice Wolff (gestorben 1948 oder später) war eine Verwandte aus dem Hause Wolff. Sie heiratete Hermann Werblowski (gestorben 1948 oder später), den späteren Inhaber des Berliner Warenhauses, mit dem sie die Töchter Ruth (geboren 1922 in Hannover) und Ilse (geboren 1924 in Hannover) hatte. Die Familie Werblowski ging am 23. März 1939 ins Exil nach London.

### Das erste Kaufhaus in Linden
Die Brüder Albert und Eduard Wolff erlernten den Beruf des Kaufmanns, beide waren in ihrer Jugend und in der Gründerzeit des Deutschen Kaiserreichs zeitweilig in der Hauptstadt Berlin tätig.
1896 eröffneten die Gebrüder Wolff in Linden, der seinerzeitig selbständigen Industriestadt vor Hannover, ihr erstes gemeinsames Unternehmen. Mit der Namensgebung ihres gemeinsam betriebenen Berliner Warenhauses, anfangs in der Deisterstraße 14 am Schwarzen Bären, knüpften die Gebrüder Wolff assoziativ an ihre Erfahrungen und die Erwartungen der Kundschaft an ein umfangreiches Sortiment von zuvor vor allem in Berlin errichteten Warenhäusern an.

### Das Berliner Warenhaus Gebrüder Wolff

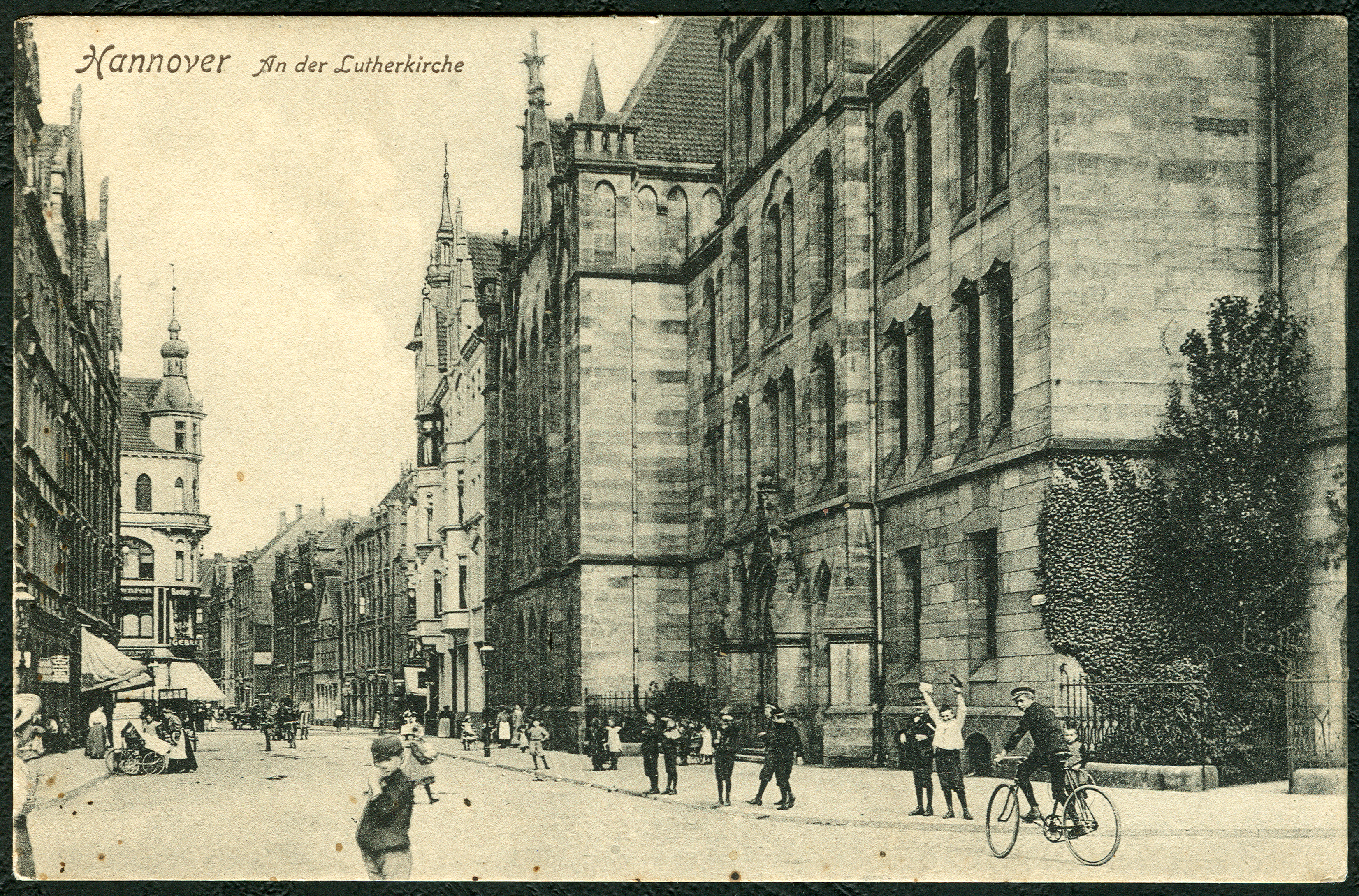
Das Berliner Warenhaus Gebrüder Wolff am Engelbosteler Damm, gesehen von der Lutherschule (im Vordergrund rechts) an der Ecke der Straße An der Lutherkirche um 1900;
Ansichtskarte Nr. 216 der Norddeutschen Papier-Industrie, Lichtdruck

1898 eröffneten Albert und Eduard Wolff in dem vom hannoverschen Vorort Schlosswende zum sich rasch entwickelnden Stadtteil Nordstadt eine zunächst nur als Zweiggeschäft gedachte Filiale des Berliner Warenhauses am Engelbosteler Damm Ecke Sandstraße.
In dem anfangs nur gemieteten kleinen Geschäft entwickelte sich die Nachfrage so rasch, dass die Gebrüder Wolff bald das gesamte Gebäude als Eigentum erwarben und vollständig zu Verkaufsräumen umgestalteten.
Unterdessen hatten die beiden Brüder auch weitere Filialen eröffnet in Döhren sowie auf der Limmerstraße und der Vahrenwalder Straße, aber auch in den Städten Barsinghausen, Delmenhorst, Einbeck, Hameln und Bad Pyrmont. Schon kurz darauf trennten sich die beiden Brüder unternehmerisch: Eduard übernahm in Linden das dann „Kaufhaus Eduard Wolff“ genannte Kaufhaus, Albert das Warenhaus am Engelbosteler Damm als Alleininhaber sowie sämtliche Filialgeschäfte, die er dann jedoch an die jeweiligen Filialleiter verkaufte.

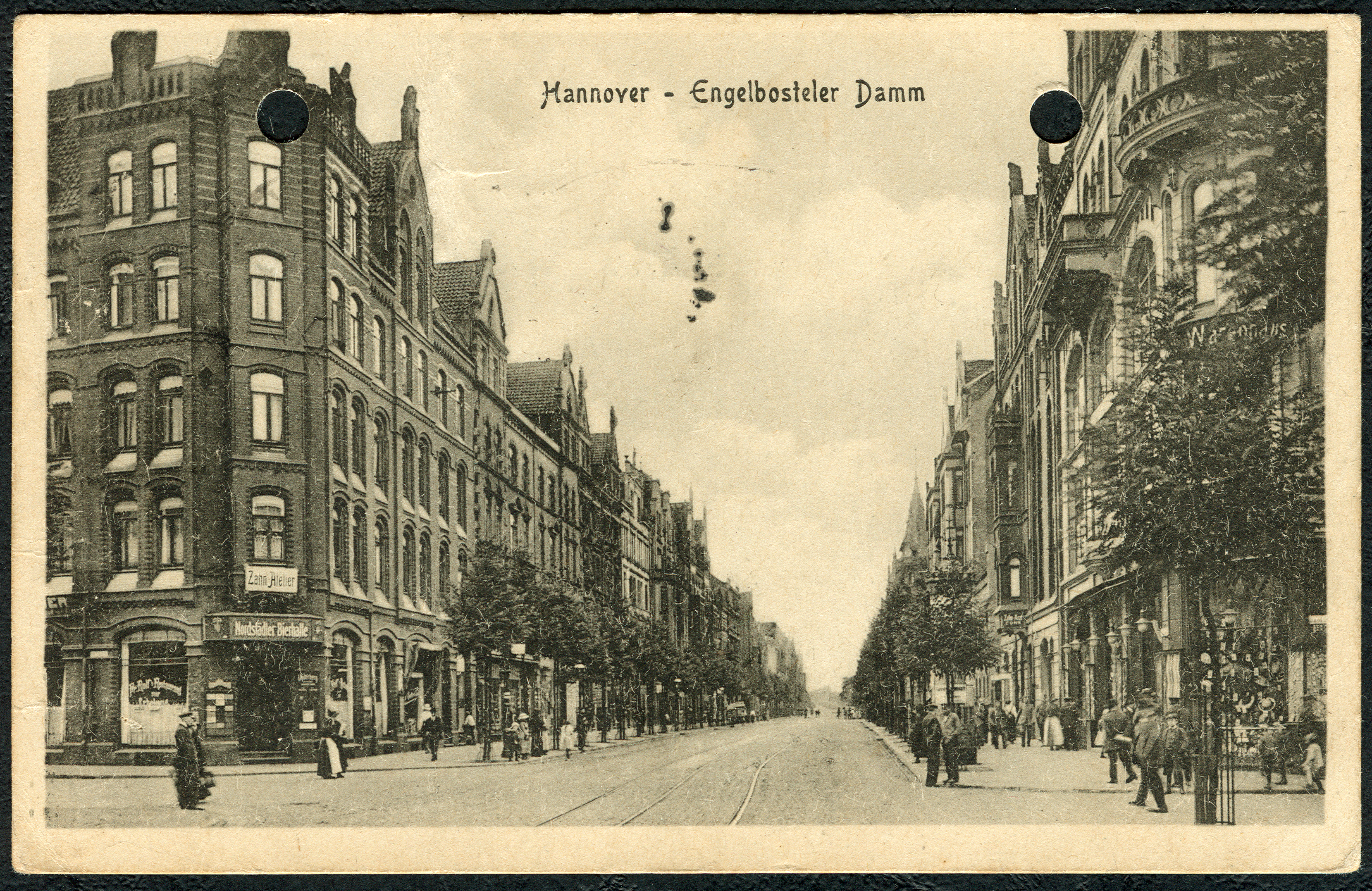
Blick von der Straßenkreuzung An der Lutherkirche und der – späteren Kopernikusstraße nach Norden durch den Engelbosteler Damm; links hinter dem Baum das an der Fassade umgestaltete Berliner Warenhaus Gebrüder Wolff;
Ansichtskarte Nummer 56172 von Stengel & Co.; um 1920

Der wirtschaftliche Erfolg am Engelbosteler Damm veranlasste Albert Wolff schon im Frühjahr 1901, das alte Gebäude abzureißen und dort ein größeres Geschäftsgebäude errichten zu lassen, um das komplette Sortiment unter dem Dach eines neuzeitlichen Warenhauses anbieten zu können.
Laut dem Adreßbuch, Stadt- und Geschäftshandbuch der Königlichen Residenzstadt Hannover und der Stadt Linden von 1910 wohnte Albert Wolff seinerzeit im Haus Im Moore 21.
In den Notzeiten des Ersten Weltkrieges wurde vor allem Wäsche und Kleidung von der Kundschaft nachgefragt.
Zu Beginn der Weimarer Republik nahm Albert Wolff 1920 seinen langjährigen Mitarbeiter, den gelernten Kaufmann Hermann Werblowski (geboren 11. Juni 1889 in Leipzig) als Teilhaber auf, der nach dem Ende der deutschen Hyperinflation zum 1. April 1924 die Geschäftsführung übernahm. Etwa in diesem Zeitraum traten die Inhaber der 1921 gegründeten Großeinkaufsverband Mitteldeutschland bei.
Nach einer Erneuerung der gesamten Fassade des Geschäftsgebäudes und einer Veränderung der inneren Organisation zählte das Berliner Warenhaus Gebrüder Wolff bald zu den führenden Warenhäusern Hannovers, das auch Aufnahme fand in dem unter der Hauptschriftleitung von Paul Siedentopf herausgegebenen Werk Das Buch der alten Firmen der Stadt Hannover im Jahre 1927.
Doch anders als bei ihren Kunden wurden die Erfolge der Kauf- und Warenhäuser im Allgemeinen bei manchem Einzelhändler – aus Sorge um den eigenen Umsatz – mit Argwohn betrachtet. Zudem hatte sich schon in den 1920er Jahren die Partei der Nationalsozialisten, die NSDAP gegründet, sowie die Ortgruppe Hannover in der damaligen Braunschweiger Straße 2. Ihr Vorstand Felix Kopprasch hetzte im Januar 1928 mit einem Flugblatt unter der Überschrift „Saison Ausverkauf“ gegen die „[...] marktschreierische Reklame, mit der vor allen die jüdischen Warenhäuser zur ‚Verschönerung‘ unseres Stadtbildes kunstvoll beitragen“ würden. Die Schmähschrift nannte namentlich die hannoverschen Unternehmen Karstadt, Sternheim & Emanuel, Molling, Elsbach & Frank, Bormaß und auch „[...] Wolff usw.“. Diese wären „Raubinstitute, [...] Ableger der internationalen Hochfinanz, [... die] mittels Massen- und Ramschwaren systematisch die Ausplünderung der schaffenden Deutschen betreiben“ würden. Das gegen den vermeintlichen „Schwindel“ und die angeblichen „Betrugsmanöver“ der sieben genannten „Warenhauspiraten“ agitierende Kampfblatt schloss mit einer Aufforderung an die „Deutschen Volksgenossen“, einen Vortrag des NSDAP-Gauführers von Thüringen, Fritz Sauckel zu besuchen zum Thema „Raubzüge der Warenhäuser und Konsumvereine“ und endete mit der Drohung „Juden haben keinen Zutritt“.
Einer schon am 26. Januar 1928 erwirkten Einstweiligen Verfügung zur Weiterverbreitung des Flugblattes entgegnete Felix Kopprasch mit einem neuen Flugblatt: Die NSDAP sei „[...] keine der ‚großen‘ Parlamentsparteien [...], die ihre Verantwortungsfreudigkeit gemäß demokratischen Prinzipien auf ihre Wähler abwälzen“. Er und seine „Deutschen Volksgenossen“ würden ihre Ziele „[...] bis zum letzten Atemzug“ verfechten, aber „[...] auch noch in anderer Weise kämpfen.“ Die Art und Weise würde der Parteigenosse Wagner am 10. Februar des Jahres im Hofbrauhaus in der Hinüberstraße vortragen unter dem Titel „Wege ins Dritte Reich“.

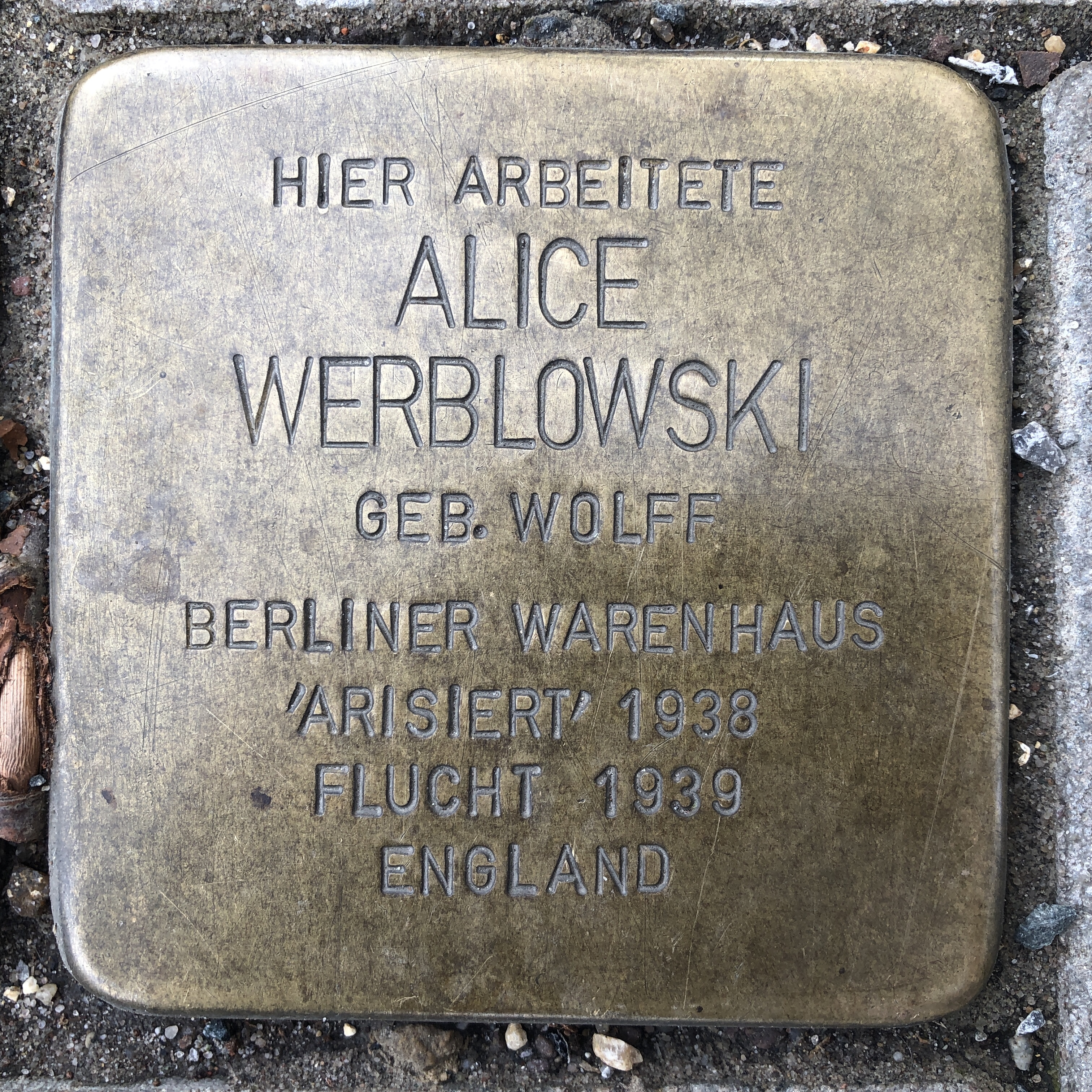
Stolperstein für Alice Werblowski, die nach der „Arisierung“ 1939 nach England floh

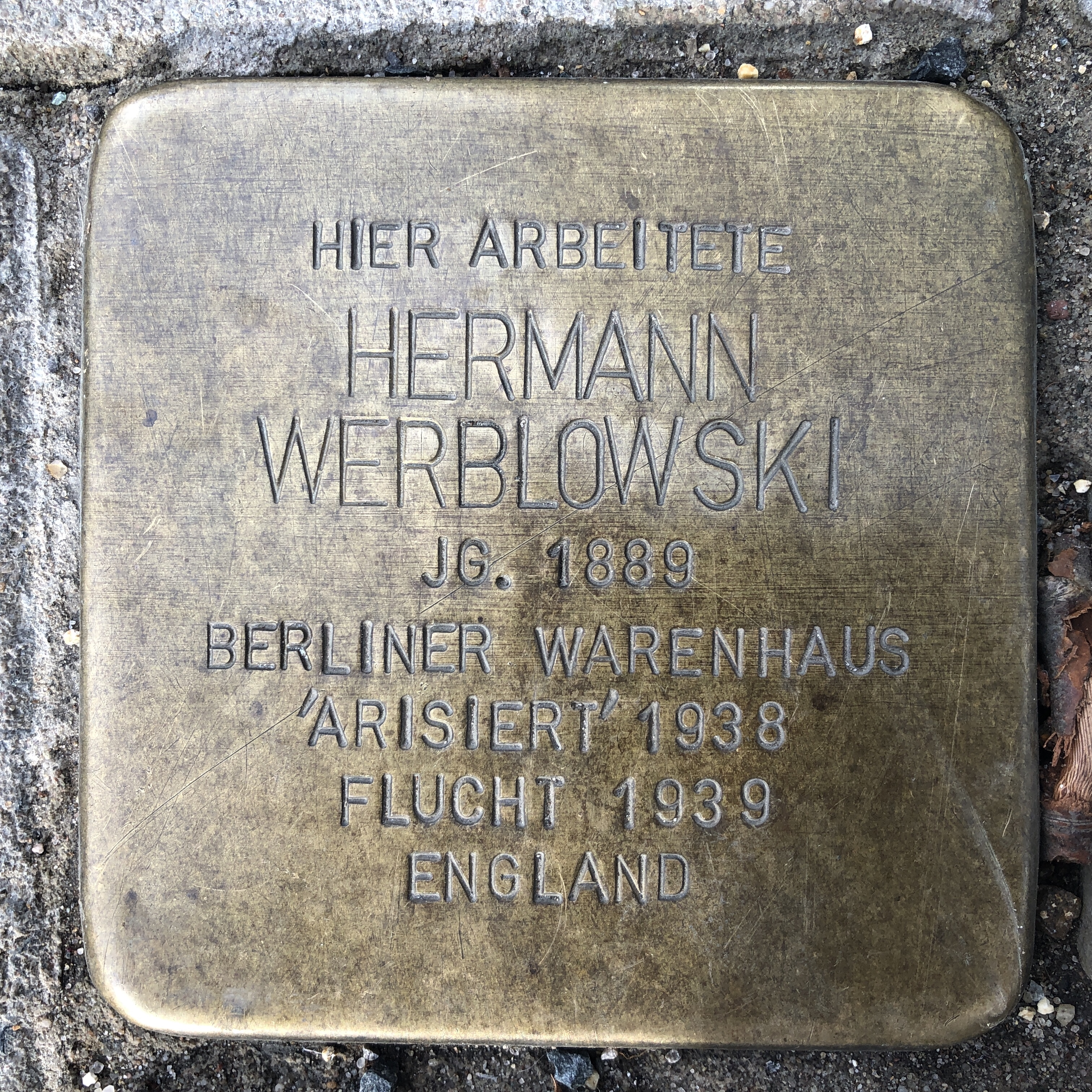
Stolperstein für Hermann Werblowski vor dem heutigen Gebäude Kopernikusstraße 1 Ecke Engelbosteler Damm

Solche Boykottaufrufe und die bald einsetzende Weltwirtschaftskrise halbierten den Umsatz beispielsweise des „[...] Berliner Warenhauses von 1928 schlagartig auf 318.000 RM im Jahr 1932“ – also schon vor der Machtergreifung.
Unterdessen hatte sich Albert Wolff aus seinem Geschäft zurückgezogen „und überließ es wahrscheinlich 1931 seinem Partner Hermann Werblowski als Alleininhaber.“ Die Drangsalierungen der Nationalsozialisten aber verschärften sich weiter: 1935 gab das NSDAP-Mitglied Heinz Siegmann seine antisemitische Liste „Juden in Hannover“ heraus, in dem unter anderem das Berliner Warenhaus und Hermann Werblowski als dessen Inhaber verzeichnet ist, sondern auch Albert Wolff und seine Privatadresse An der Markuskirche 3, wo Wolff mit seiner Ehefrau Gertrude wohnte. Albert Wolff starb noch im selben Jahr im Alter von 69 Jahren am 25. Juni 1935 in Bad Tölz.
Trotz der Anfeindungen konnte der neue Inhaber des Berliner Warenhauses, Hermann Werblowski, sein Unternehmen noch einigermaßen fortführen, da zu seinem Kundenstamm viele Arbeiter und Angestellte zählten, die in den umliegenden großen Fabriken wie beispielsweise die Continental AG, Bode-Panzer, Sprengel, Feinkost Appel oder die Fahrstuhlfabrik Hävemeyer & Sander. Die immer weiter zurückgehenden Umsätze nötigten die Familie jedoch, im Januar 1936 ihre Wohnung in der Rühmkorffstraße 1 aufzugeben und in der Nähe des Berliner Warenhauses in der Bessemerstraße 6 eine deutlich kleinere Wohnung zu beziehen.
Dann aber brachten die Nationalsozialisten in allen umliegenden Fabriken Plakate an mit der Aufschrift:

„Wer im Berliner Warenhaus kauft, wird sofort entlassen!“

Nun wagte es kein Angestellter oder Arbeiter mehr, bei Werblowski einzukaufen. Doch die Nazis gingen noch weiter: Neben der Propaganda gegen Juden im Allgemeinen schmierten sie ihre Schmähungen mit Kreide und weißer Farbe nun auch auf den Bürgersteig vor dem Berliner Kaufhaus. Zusätzlich bezogen sie Posten vor dem jüdischen Warenhaus, um den Kunden den Zutritt zu verwehren oder sie später denunzieren zu können.
Bald auch verweigerten sich die ersten Lieferanten, das Berliner Warenhaus mit ihren Produkten zu beliefern.
Im August 1938 – wenige Wochen vor der sogenannten „Reichskristallnacht“ – verkaufte Hermann Werblowski das Warenhaus schließlich für 60.250 RM an Oskar Haas. Mit dem Geld konnte Werblowski gerade noch die mittlerweile aufgelaufenen Schulden bezahlen. Am 23. März 1939, nur wenige Monate nach den ersten Ausweisungen polnischer Juden aus Hannover und wenige Wochen vor den ersten Deportationen in die Vernichtungslager, konnten Hermann Werblowski und seine Ehefrau Alice, geborene Wolff (eine Verwandte der Gebrüder Wolff) gemeinsam mit ihren beiden Töchtern Ruth (geboren 1922) und Ilse'(geboren 1924) ins Exil nach London gehen.

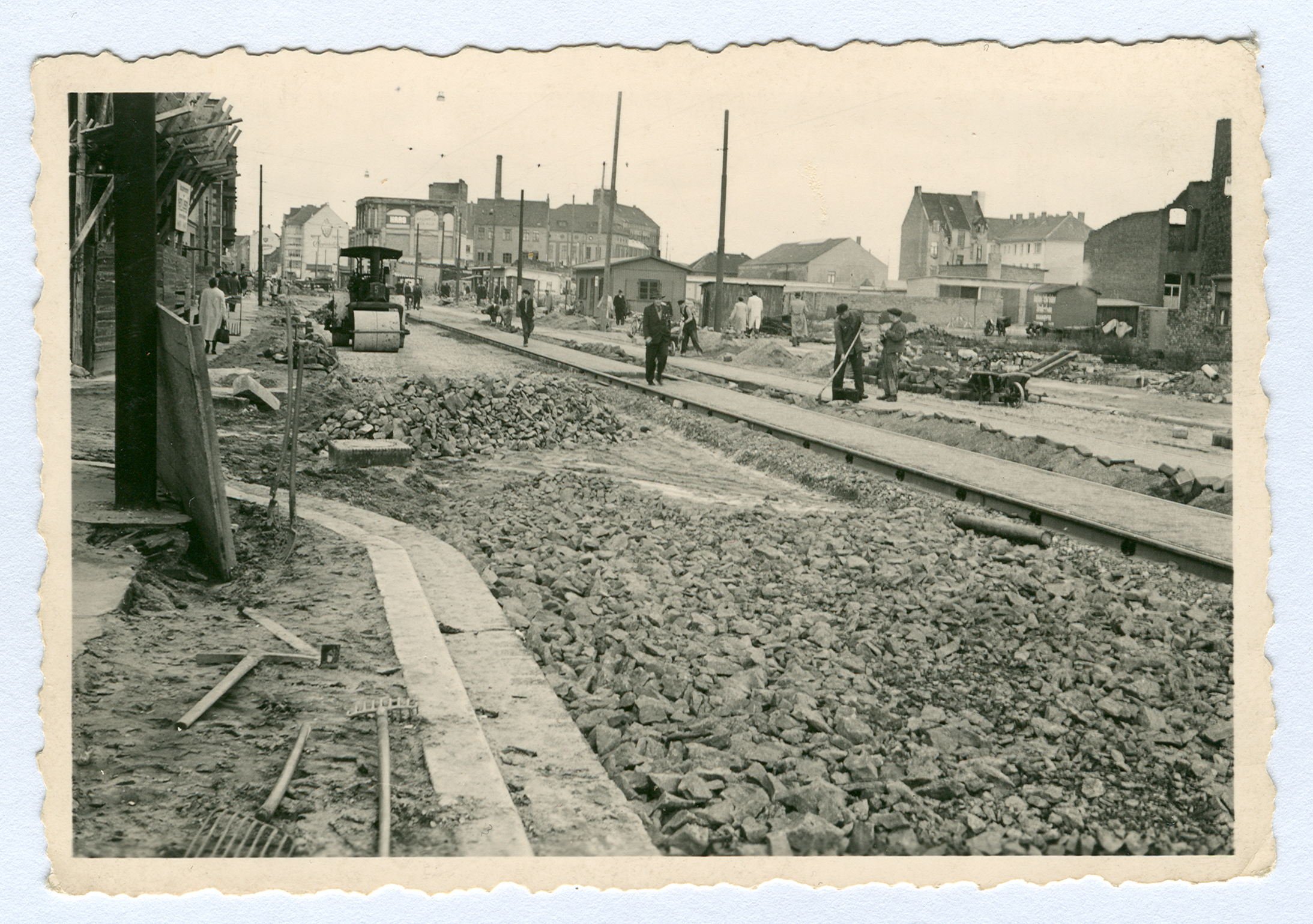
Blick von der Ecke Asternstraße über den „E-Damm“ zur Zeit der Neubebauung nach den Luftangriffen auf Hannover; rechts hinter der Dampfwalze die Ruine vom Kaufhaus Oskar Haas;
Kleinbildfotografie, um 1954

Im bald begonnenen Zweiten Weltkrieg aber wurde das nun von Oskar Haas geführte Warenhaus – ebenso wie viele andere Gebäude in der Nordstadt schwerste Schäden durch die Brand- und Sprengbomben während der Luftangriffe auf Hannover. Als eines von wenigen Gebäuden an der Sandstraße verblieb vom ehemaligen Berliner Warenhaus immerhin eine Ruine bis zum ersten Stockwerk, dessen Fenster Oskar Haas nach dem Krieg notdürftig zumauern und mit dem Namen Haas bemalen konnte.

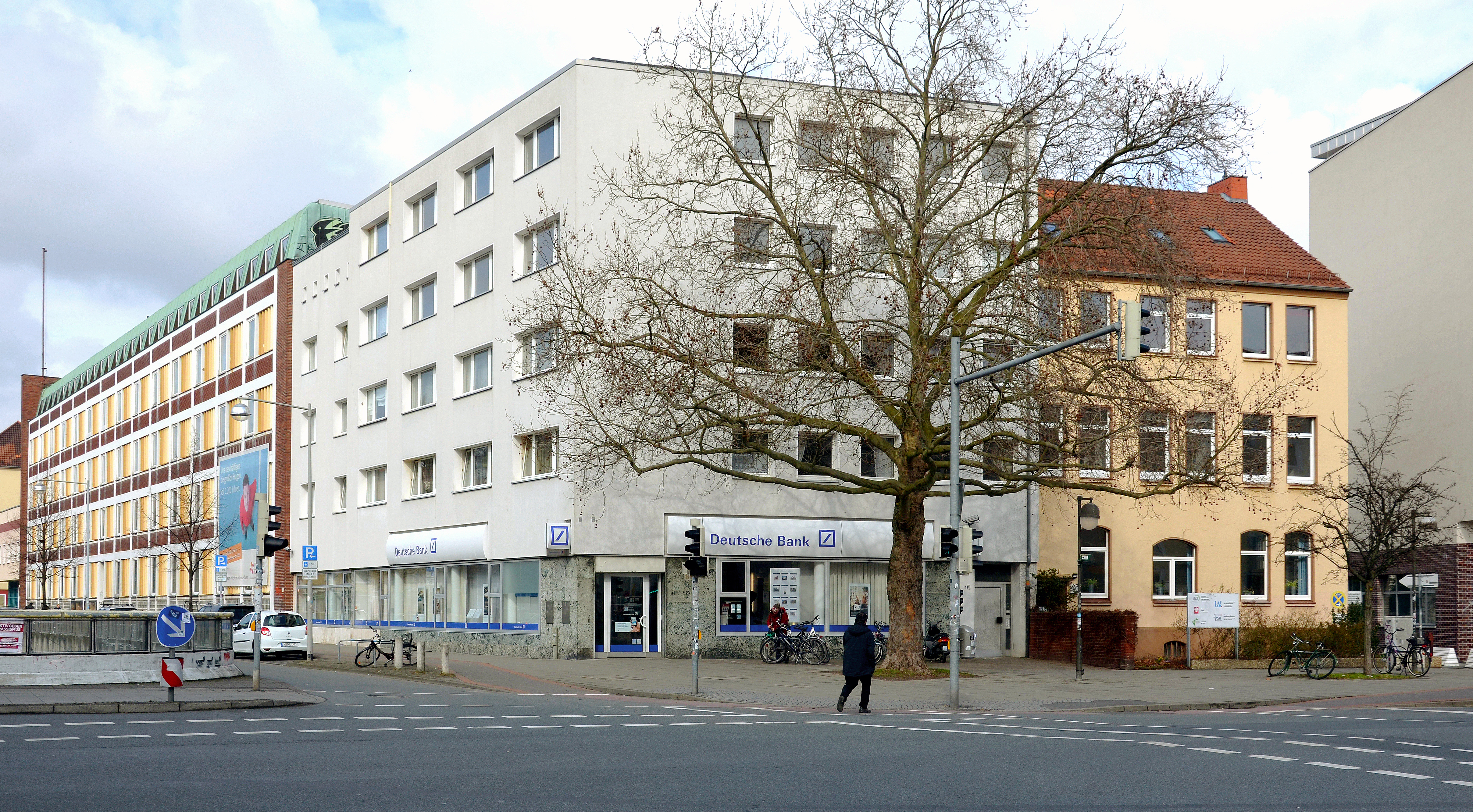
Blick auf den Neubau Kopernikusstraße 1/1A (in der Bildmitte), heute ein Wohn- und Geschäftshaus mit einer Filiale der Deutschen Bank im Erdgeschoss

Der ehemalige Eigentümer Hermann Werblowski stellte nach 1945 keinen Antrag auf Wiedergutmachung gegen Haas. Ihm und seiner Ehefrau versicherte Werblowski 1948 schriftlich, dass „[...] der damalige Verkauf und die Übernahme in korrekter Weise“ erfolgt sei. Letztlich aber war der Verkauf des Berliner Warenhauses Ende der 1930er Jahre nicht freiwillig entschieden worden, sondern war de facto eine „Arisierung“, ausschließlich aufgrund der nationalsozialistischen Boykottmaßnahmen.
Heute findet sich an Stelle des zerstörten Berliner Warenhauses Gebrüder Wolff ein Neubau.

## Archivalien
An Archivalien finden sich beispielsweise
- NSDAP-Flugblätter von Felix Kopprasch aus dem Januar 1928: Niedersächsisches Landesarchiv (Standort Hannover), Signatur Hann. 171 Hannover Nr. 28